# Sièn
Sièn är en ort i Burkina Faso.   Den ligger i regionen Boucle du Mouhoun, i den centrala delen av landet, 150 km väster om huvudstaden Ouagadougou. Sièn ligger 279 meter över havet och antalet invånare är 707.
Terrängen runt Sièn är mycket platt. Närmaste större samhälle är Toma, 7,3 km norr om Sièn.
Omgivningarna runt Sièn är en mosaik av jordbruksmark och naturlig växtlighet. Runt Sièn är det ganska tätbefolkat, med 72 invånare per kvadratkilometer.